# Латишський
Лати́шський (рос. Латышский) — селище у складі Опарінського району Кіровської області, Росія. Входить до складу Альмезького сільського поселення.
Населення становить 176 осіб (2010, 380 у 2002).
Національний склад станом на 2002 рік — росіяни 91 %.